# Nedre Eiker
Nedre Eiker é uma comuna da Noruega, com 119 km² de área e 21 377 habitantes (censo de 2004).         